# فرنسوا ميتران
فرانسوا موريس أدريان ماري ميتران (بالفرنسية: François Maurice Adrien Marie Mitterrand) (26 أكتوبر 1916 – 8 يناير 1996) كان سياسيًا ورجل دولة فرنسيًا شغل منصب رئيس الجمهورية الفرنسية من عام 1981 حتى 1995، وهو الرئيس الذي قضى أطول فترة في المنصب في تاريخ فرنسا. وبصفته الأمين الأول السابق للحزب الاشتراكي، كان ميتران أول سياسي يساري يتولى الرئاسة في ظل الجمهورية الخامسة.
بدأ ميتران حياته السياسية في صفوف اليمين القومي الكاثوليكي بتأثير من عائلته، وخدم في بداية الأمر تحت نظام فيشي خلال سنواته الأولى. لاحقًا انضم إلى صفوف المقاومة الفرنسية، وانتقل إلى اليسار، وتولى مناصب وزارية عدة خلال الجمهورية الرابعة. عارض ميتران إنشاء الجنرال شارل ديغول للجمهورية الخامسة. وعلى الرغم من كونه شخصية سياسية معزولة في بعض الأحيان، نجح في التفوق على منافسيه وأصبح المرشح الأبرز لليسار في الانتخابات الرئاسية عامي 1965 و1974، إلى أن فاز في انتخابات 1981. أُعيد انتخابه في عام 1988، وبقي في المنصب حتى عام 1995.
شكّل ميتران في بداية ولايته حكومة تضم الحزب الشيوعي الفرنسي، وهو قرار أثار الجدل في حينه. لكن الشيوعيين ظلوا شركاء ثانويين ولم يتمكنوا من تعزيز موقعهم بل تراجعت شعبيتهم وانسحبوا من الحكومة في عام 1984.
اتبع ميتران في بداياته سياسة اقتصادية يسارية راديكالية، شملت تأميم الشركات الكبرى وتطبيق أسبوع العمل من 39 ساعة. كما تبنّى أجندة تقدمية تضمنت إلغاء عقوبة الإعدام، وإنهاء احتكار الدولة للبث الإذاعي والتلفزيوني. وكان أيضًا من الداعمين البارزين للثقافة الفرنسية، وأطلق سلسلة من المشاريع الكبرى المعمارية والثقافية المعروفة باسم "المشاريع الكبرى". لكنه تراجع لاحقًا عن برنامج التأميم في ظل التوترات الاقتصادية، واعتمد سياسات تقشفية وتحريرًا اقتصاديًا.
في عام 1985، تورّط في جدل كبير عقب إصدار أوامره بتفجير سفينة "رينبو ووريور" التابعة لمنظمة السلام الأخضر (غرينبيس) أثناء رسوّها في ميناء أوكلاند. وفي عام 1991، أصبح أول رئيس فرنسي يعين امرأة في منصب رئيسة الوزراء وهي إديث كريسون.
واجه ميتران خلال رئاسته فترتين من "التعايش السياسي"، عندما خسر اليسار الأغلبية البرلمانية واضطر إلى تشكيل حكومات بقيادة المعارضة اليمينية، أولها بقيادة جاك شيراك (1986–1988)، والثانية بقيادة إدوار بالادور (1993–1995).
واصل ميتران مسار أسلافه من التيار الديغولي في السياسة الخارجية والدفاعية، باستثناء موقفهم المتحفظ تجاه الاندماج الأوروبي، والذي قلبه رأسًا على عقب. فقد عمل مع المستشار الألماني هيلموت كول على تعزيز الاندماج الأوروبي من خلال معاهدة ماستريخت، ووافق على توحيد ألمانيا.
توفي ميتران بعد أقل من ثمانية أشهر من مغادرته المنصب، بسبب سرطان البروستات الذي نجح في إخفائه طوال معظم فترات رئاسته. يُنسب إليه تعزيز موقع الحزب الاشتراكي على حساب الحزب الشيوعي الذي كان مهيمنًا سابقًا على اليسار الفرنسي إلى جانب جعل اليسار الفرنسي قادرًا على الوصول إلى السلطة.

## الأسرة
وُلد فرانسوا ماري أدريان موريس ميتران في 26 أكتوبر 1916 في مدينة جارناك بمقاطعة شارانت، وهو ابن جوزيف ميتران وإيفون لوران. كانت عائلته كاثوليكية متدينة ومحافظة. عمل والده مديرًا لمحطة في شركة السكك الحديدية الفرنسية "باريس أورليان". كان لميتران ثلاثة إخوة: روبرت، وجاك (الذي تقاعد برتبة جنرال ورأس لاحقًا شركة الطائرات الفرنسية "إيروسباسيال")، وفيليب؛ وأربع أخوات: أنطوانيت، وماري-جوزيف، وكوليت، وجنيفيف.
تنحدر زوجته دانييل ميتران (الاسم قبل الزواج: غوز، 1924–2011) من خلفية اشتراكية، انخرطت في العمل لصالح قضايا يسارية متنوعة. تزوجا في 24 أكتوبر 1944، وأنجبا ثلاثة أبناء: باسكال (10 يونيو – 17 سبتمبر 1945)، وجان-كريستوف، المولود عام 1946، وجيلبير، المولود في 4 فبراير 1949. كما أنجب ميتران طفلين من علاقات خارج إطار الزواج: ابنة معترف بها تُدعى مازارين (ولدت عام 1974) من عشيقته آن بانجو، وابن غير معترف به يُدعى هرافن فورسني (ولد عام 1988) من الصحفية السويدية كريس فورسني.
كان ابن شقيقه فريديريك ميتران صحفيًا وشغل منصب وزير الثقافة والاتصال في عهد نيكولا ساركوزي، كما كان من مؤيدي الرئيس السابق جاك شيراك. أما صهره (زوج أخت زوجته)، روجر هانين، فهو ممثل فرنسي معروف.

## وفاته
توفي فرانسوا ميتران في باريس في 8 يناير 1996 عن عمر يناهز 79 عامًا، بسبب سرطان البروستاتا، وهو المرض الذي أخفاه مع أطبائه طوال معظم سنوات رئاسته. اجتمع بأفراد أسرته وعدد من أصدقائه المقربين قبل وفاته بأيام قليلة لتناول "الوجبة الأخيرة"، التي أثارت جدلًا واسعًا لأنها شملت إلى جانب أطباق فاخرة أخر، تقديم طائر "الأورتولان" المشوي، وهو طائر مغرد بري صغير محمي بموجب القانون، ويُمنع بيعه، وحتى اليوم لا يزال اصطياده غير قانوني في فرنسا.

### الجنازة
أُعلن يوم جنازة ميتران يوم حداد وطني في فرنسا. وأقيم قداس جنائزي في كاتدرائية نوتردام، ترأسه الكاردينال لوستيجيه، بحضور الأمين العام للأمم المتحدة بطرس بطرس غالي، ورئيس الاتحاد الأوروبي جاك سانتر، وممثلين عن 171 دولة. كما حضر كل من دانيال تارشيس (الأمين العام لمجلس أوروبا)، والرئيس السابق للمفوضية الأوروبية جاك دولور، وسيمون فاي. كذلك حضر رئيس الجمهورية الفرنسية جاك شيراك، ورئيس الوزراء آلان جوبيه، والرئيس السابق فاليري جيسكار ديستان، إلى جانب رؤساء وزراء سابقين منهم إدوار بالادور، وجاك شابان-دلماس، ولوران فابيوس، وموريس كوف دو ميرفيل، وميشيل روكار، وبيير موروا، وإديث كريسون. كما حضر مراسم الجنازة 61 رئيس دولة. دُفن فرانسوا ميتران في مدينة جارناك.

## روابط خارجية
- فرنسوا ميتران على موقع أوليمبيديا (الإنجليزية)

- فرنسوا ميتران على موقع IMDb (الإنجليزية)
- فرنسوا ميتران على موقع ميتاكريتيك (الإنجليزية)
- فرنسوا ميتران على موقع الموسوعة البريطانية (الإنجليزية)
- فرنسوا ميتران على موقع مونزينجر (الألمانية)
- فرنسوا ميتران على موقع ألو سيني (الفرنسية)
- فرنسوا ميتران على موقع أول موفي (الإنجليزية)
- فرنسوا ميتران على موقع قاعدة بيانات الأفلام السويدية (السويدية)
- فرنسوا ميتران على موقع إن إن دي بي (الإنجليزية)
- فرنسوا ميتران على موقع ديسكوغز (الإنجليزية)
- فرنسوا ميتران على موقع قاعدة بيانات الفيلم (الإنجليزية)
- Encyclopedia Universalis (بالفرنسية)